# Автомедон

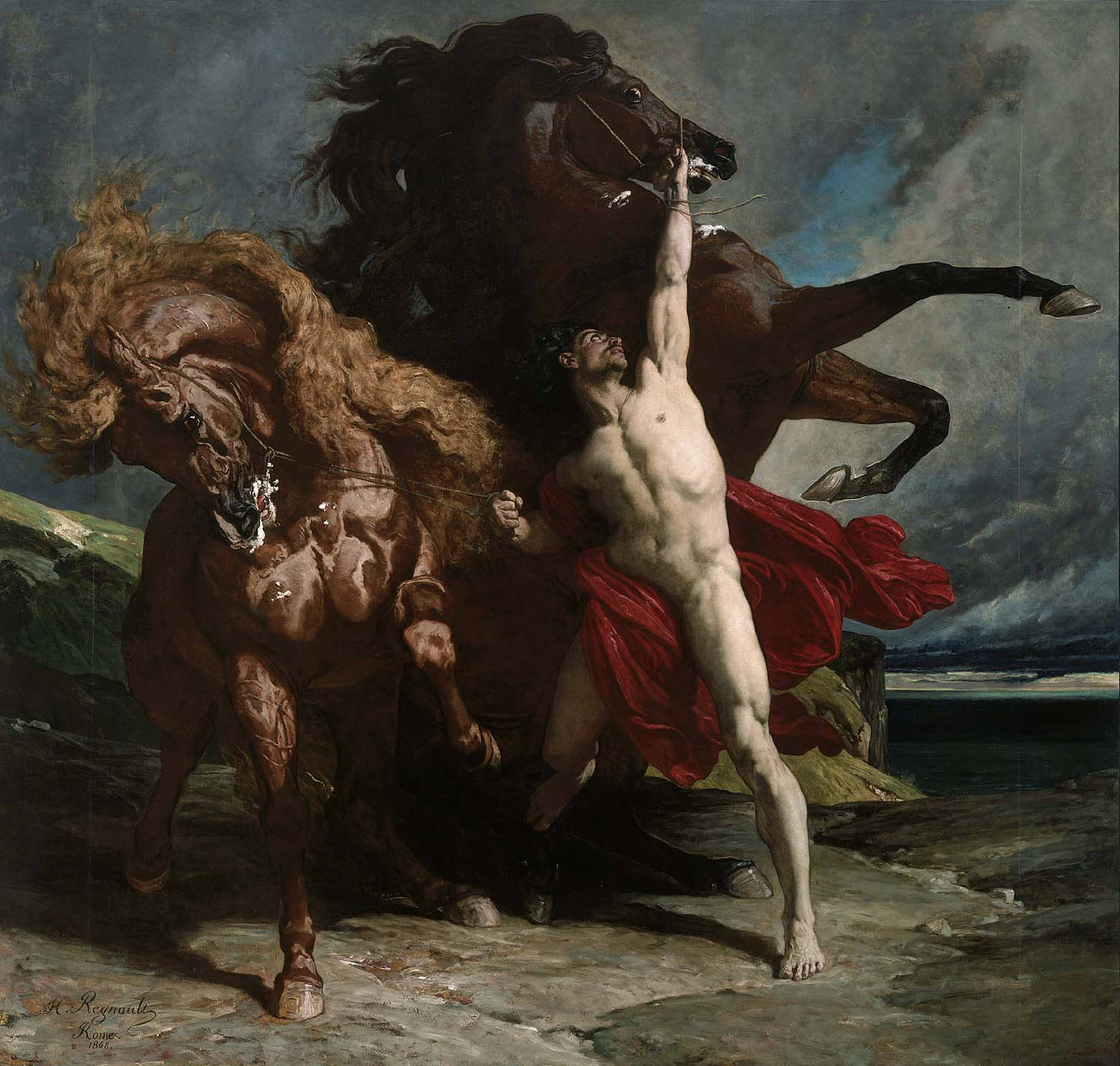
Автомедон

Автомедо́н, або Автомедонт (дав.-гр. Αὐτομέδων, род. відм. Αυτομέδοντας) — герой Троянської війни, правив кіньми в колісниці Ахіллеса. По загибелі Патрокла покинув колісницю, передавши віжки Алкімедонту.
У сучасній образній мові — вправний кучер, візник.
Буть фірманом — не віршики ліпить! 
Лише щоб розминутися в шаблоном, 
Його я не назву Автомедоном. 
М. Рильський.